# 黑鰭白鮭
黑鰭白鮭，為輻鰭魚綱鮭形目鮭科的一種，為溫帶淡水魚，分布於北美洲五大湖流域，深度2-160公尺，本魚體細長而側扁，頭呈三角形，眼大，體深銀色，體側具有彩虹光澤，體長可達39公分，棲息在湖泊表中層水域，已滅絕。